# 패튼 대전차 군단
《패튼 대전차 군단》(Patton)은 제2차 세계 대전 기간 동안 활약한 미국의 조지 S. 패튼 장군에 대한 이야기를 주제로 1970년 개봉한 미국의 전기 전쟁 영화이다. 프랭클린 J. 샤프너가 감독을, 프란시스 포드 코폴라와 에드먼드 H. 노스가 각본을, 제리 골드스미스가 음악을 맡았다. 이 영화는 65밀리미터 Dimension 150으로 촬영되었다.
이 영화는 작품상을 포함하여 7개의 아카데미상을 받았다.

## 줄거리
제2차 세계 대전 중, 카세린 협곡 전투에서 독일의 아프리카 군단과 처음으로 전투를 벌인 제2군단은 에르빈 롬멜 원수에게 패배한다. 조지 S. 패튼 장군은 제2군단의 지휘를 맡아 훈련받지 못하고 규율이 흐트러진 병사들에게 권위를 심어주기 시작한다. 제2군단 미군 병사들의 열악한 상태와 함께, 패튼은 영국군 동료인 버나드 몽고메리 장군이 자신의 필요에 맞춰 연합군의 노력을 독점하고 있음을 파악한다.
북아프리카 전역에서의 연합군 승리는 패튼과 몽고메리가 연합군의 시칠리아 침공에 대한 경쟁적인 계획을 세우게 한다. 패튼의 계획은 시라쿠사의 전략적 중요성을 강조하며, 시라쿠사의 함락이 시칠리아 철수를 유발할 것이라고 가정한다. 패튼은 몽고메리가 시라쿠사를 점령하고, 자신은 팔레르모 근처에 상륙한 다음 메시나를 점령하여 철수를 차단할 것을 제안한다. 이 계획은 해럴드 알렉산더 장군에게 깊은 인상을 주었지만, 드와이트 D. 아이젠하워 장군은 이를 거절하고 몽고메리의 더 신중한 계획을 채택한다. 몽고메리의 계획은 양군이 젤라만과 시칠리아 동부에서 나란히 상륙하는 것이었다. 연합군이 시칠리아 남동부 모퉁이에서 교착 상태에 빠지자, 패튼은 서쪽으로 진격하여 팔레르모를 점령한 후 몽고메리보다 먼저 메시나에 도달한다. 그의 진격은 시칠리아의 교착 상태를 해결했지만, 그의 공격적인 태도는 부하인 오마 브래들리와 루시안 트루스콧에게 좋지 않게 비친다. 연합군이 시라쿠사를 해방시켰을 때, 패튼이 예측했던 철수는 정확했지만, 북부에 연합군이 없었기 때문에 수천 명의 이탈리아군과 독일군이 후퇴한다. 야전 병원을 방문하던 중 패튼은 부상자들과 사망자들 사이에서 우는 병사를 발견한다. 그는 격분하여 그를 비겁하다고 비난하고 뺨을 때린 후 전선으로 복귀시킬 것을 요구한다. 아이젠하워는 패튼에게 병사와 전체 부대에게 사과할 것을 요구했고, 그는 마지못해 사과한다.
사과했음에도 불구하고, 그는 다가오는 연합군의 프랑스 침공에서 제외되고, 대신 런던의 가상의 제1집단군을 지휘하여 기만 작전을 펼치도록 배치된다. 연합군 지휘부는 패튼을 영국에 두는 것이 그가 유럽 침공을 이끌 것이라고 독일군에게 알릴 것이라고 확신했다. 너츠퍼드 마을의 공개 모임에서 패튼은 전후 세계가 영국-미국 세력권의 지배를 받을 것이라고 언급했고, 이 발언은 소련에 대한 경멸로 비춰진다. 패튼이 아무 잘못도 하지 않았다고 항의했지만, 상황은 그의 통제를 벗어나 악화되었고, 그를 본국으로 송환할지 아니면 영국에 남길지에 대한 결정은 조지 마셜 장군에게 맡겨진다. 노르망디 침공에는 참여하지 못했지만, 패튼은 전 부하인 브래들리 장군에게 보고하는 제3군의 지휘를 맡게 된다. 그의 지휘 아래, 제3군은 프랑스를 휩쓸었지만, 독일 진입 직전에 중단된다. 휘발유 및 기타 필수 보급품이 몽고메리의 마켓 가든 작전에 배정되었기 때문이었다. 몽고메리를 달래기 위해 자신이 제외된 것에 좌절한 패튼은 진격할 수 없다면 왜 지휘권을 주었는지 따진다. 브래들리는 패튼을 유럽에 배치한 것은 사실 자신의 결정이 아니라 아이젠하워의 결정이었다고 반박한다.
벌지 전투 중, 패튼은 바스토뉴에 갇힌 제101공수사단을 구출할 계획을 세웠고, 그는 지크프리트선을 돌파하여 독일로 진격하기 전에 이를 실행한다. 독일이 항복한 후, 패튼은 미국의 정치를 나치즘에 비유하면서 직설적인 발언으로 곤경에 처한다. 비록 지휘권은 박탈되었지만, 독일 재건을 지켜보도록 남겨진다. 그는 나중에 자신의 불 테리어인 윌리를 산책시키다가 폭주하는 수레에 치일 뻔한 사고를 당한다 (몇 달 후 교통사고로 사망할 그의 죽음을 암시한다). 패튼의 목소리가 들린다:
| “ | 천년이 넘는 세월 동안, 고대 로마 정복자들은 전쟁에서 돌아와 개선식이라는 떠들썩한 퍼레이드의 영광을 누렸다. 행렬에는 나팔수와 음악가, 정복된 영토에서 온 희귀한 동물들이 함께 했고, 전리품과 노획한 무기로 가득 찬 수레들도 있었다. 정복자는 개선 마차를 타고, 멍한 죄수들은 그의 앞에서 사슬에 묶여 걸었다. 때로는 그의 자녀들이 흰 옷을 입고 마차에 함께 서거나 예비 말을 탔다. 노예는 정복자 뒤에 서서 황금 왕관을 들고 그의 귀에 속삭이며 경고했다: 모든 영광은... 덧없다고. | ” |

## 출연
- 조지 C. 스콧 (George C. Scott) - 조지 패튼
- 칼 말든 (Karl Malden) - 오마 브래들리
- 스티븐 영
- 마이클 스트롱

## 한국판 성우진 (MBC, 1995년 6월 24일)
- 김병관 - 패튼 장군 (조지 C. 스콧)